# Иракская фондовая биржа
Иракская фондовая биржа (бывшая Багдадская фондовая биржа) — фондовая биржа в Багдаде, Ирак.
Биржа начала осуществлять операции по торговле ценными бумагами в 2004 году. Пока это единственная биржа в стране. Листинг на бирже имеют акции примерно 90 компаний. Среднедневной оборот биржи в 2009 году составлял 2 млн долларов США. Среди торгуемых компаний преобладают банки, которые занимают 73 % от всей капитализации биржи.

## Главные торгуемые акции (голубые фишки)
- Bank of Baghdad
- Baghdad Soft Drinks Co
- Iraqi Tufted Carpets Co